# Baneins
Baneins est une commune française, située dans le département de l'Ain en région Auvergne-Rhône-Alpes. Ses habitants sont communément appelés Baninois.

## Géographie
La commune de Baneins occupe une superficie de 872 ha, au nord de Saint-Trivier-sur-Moignans, avec une altitude comprise entre 215 et 271 mètres. Le territoire de la commune est traversé par la rivière Le Moignans, dans lequel se jette un petit ruisseau : le Mazanan.

### Climat
Pour des articles plus généraux, voir Climat d'Auvergne-Rhône-Alpes et Climat de l'Ain.
En 2010, le climat de la commune est de type climat océanique dégradé des plaines du Centre et du Nord, selon une étude du CNRS s'appuyant sur une série de données couvrant la période 1971-2000. En 2020, Météo-France publie une typologie des climats de la France métropolitaine dans laquelle la commune est dans une zone de transition entre le climat semi-continental et le climat de montagne et est dans la région climatique Bourgogne, vallée de la Saône, caractérisée par un bon ensoleillement (1 900 h/an), un été chaud (18,5 °C), un air sec au printemps et en été et des vents faibles.
Pour la période 1971-2000, la température annuelle moyenne est de 11,3 °C, avec une amplitude thermique annuelle de 17,6 °C. Le cumul annuel moyen de précipitations est de 866 mm, avec 9,3 jours de précipitations en janvier et 7,5 jours en juillet. Pour la période 1991-2020, la température moyenne annuelle observée sur la station météorologique installée sur la commune est de 12,7 °C et le cumul annuel moyen de précipitations est de 880,2 mm,. Pour l'avenir, les paramètres climatiques de la commune estimés pour 2050 selon différents scénarios d'émission de gaz à effet de serre sont consultables sur un site dédié publié par Météo-France en novembre 2022.
| Mois                                  | jan.           | fév.           | mars          | avril         | mai          | juin           | jui.         | août           | sep.         | oct.            | nov.            | déc.            | année    |
| ------------------------------------- | -------------- | -------------- | ------------- | ------------- | ------------ | -------------- | ------------ | -------------- | ------------ | --------------- | --------------- | --------------- | -------- |
| Température minimale moyenne (°C)     | 1,3            | 1,3            | 4,1           | 6,5           | 10,7         | 14,4           | 15,8         | 15,2           | 11,6         | 8,8             | 4,7             | 2,2             | 8        |
| Température moyenne (°C)              | 3,9            | 4,9            | 8,7           | 11,9          | 16,1         | 20             | 22           | 21,6           | 17,3         | 13,1            | 7,8             | 4,7             | 12,7     |
| Température maximale moyenne (°C)     | 6,5            | 8,5            | 13,3          | 17,3          | 21,5         | 25,7           | 28,2         | 28,1           | 23,1         | 17,4            | 10,8            | 7,2             | 17,3     |
| Record de froid (°C) date du record   | −13,3 13.01.03 | −13,5 05.02.12 | −11 01.03.05  | −7,2 08.04.03 | 0,5 05.05.14 | 5,5 06.06.1989 | 7 13.07.1993 | 4,5 30.08.1998 | 1 30.09.1995 | −5,5 31.10.1997 | −8,5 23.11.1998 | −15 30.12.05    | −15 2005 |
| Record de chaleur (°C) date du record | 17 10.01.15    | 21 24.02.20    | 26 22.03.1990 | 30,5 23.04.07 | 35 24.05.09  | 38,7 24.06.03  | 42 24.07.19  | 40,3 13.08.03  | 36 14.09.20  | 30,5 03.10.11   | 23 03.11.05     | 18,5 16.12.1989 | 42 2019  |
| Précipitations (mm)                   | 60             | 50,8           | 53,3          | 72,6          | 79,5         | 72,6           | 79,1         | 76,3           | 77,6         | 99,7            | 95,1            | 63,6            | 880,2    |

## Urbanisme

### Typologie
Au 1er janvier 2024, Baneins est catégorisée commune rurale à habitat dispersé, selon la nouvelle grille communale de densité à 7 niveaux définie par l'Insee en 2022.
Elle est située hors unité urbaine et hors attraction des villes,.

### Occupation des sols
L'occupation des sols de la commune, telle qu'elle ressort de la base de données européenne d’occupation biophysique des sols Corine Land Cover (CLC), est marquée par l'importance des territoires agricoles (88,8 % en 2018), une proportion sensiblement équivalente à celle de 1990 (88,1 %). La répartition détaillée en 2018 est la suivante : 
terres arables (67 %), prairies (17,7 %), forêts (8,3 %), zones agricoles hétérogènes (4,1 %), zones urbanisées (2,9 %).
L'évolution de l’occupation des sols de la commune et de ses infrastructures peut être observée sur les différentes représentations cartographiques du territoire : la carte de Cassini (XVIIIe siècle), la carte d'état-major (1820-1866) et les cartes ou photos aériennes de l'IGN pour la période actuelle (1950 à aujourd'hui).

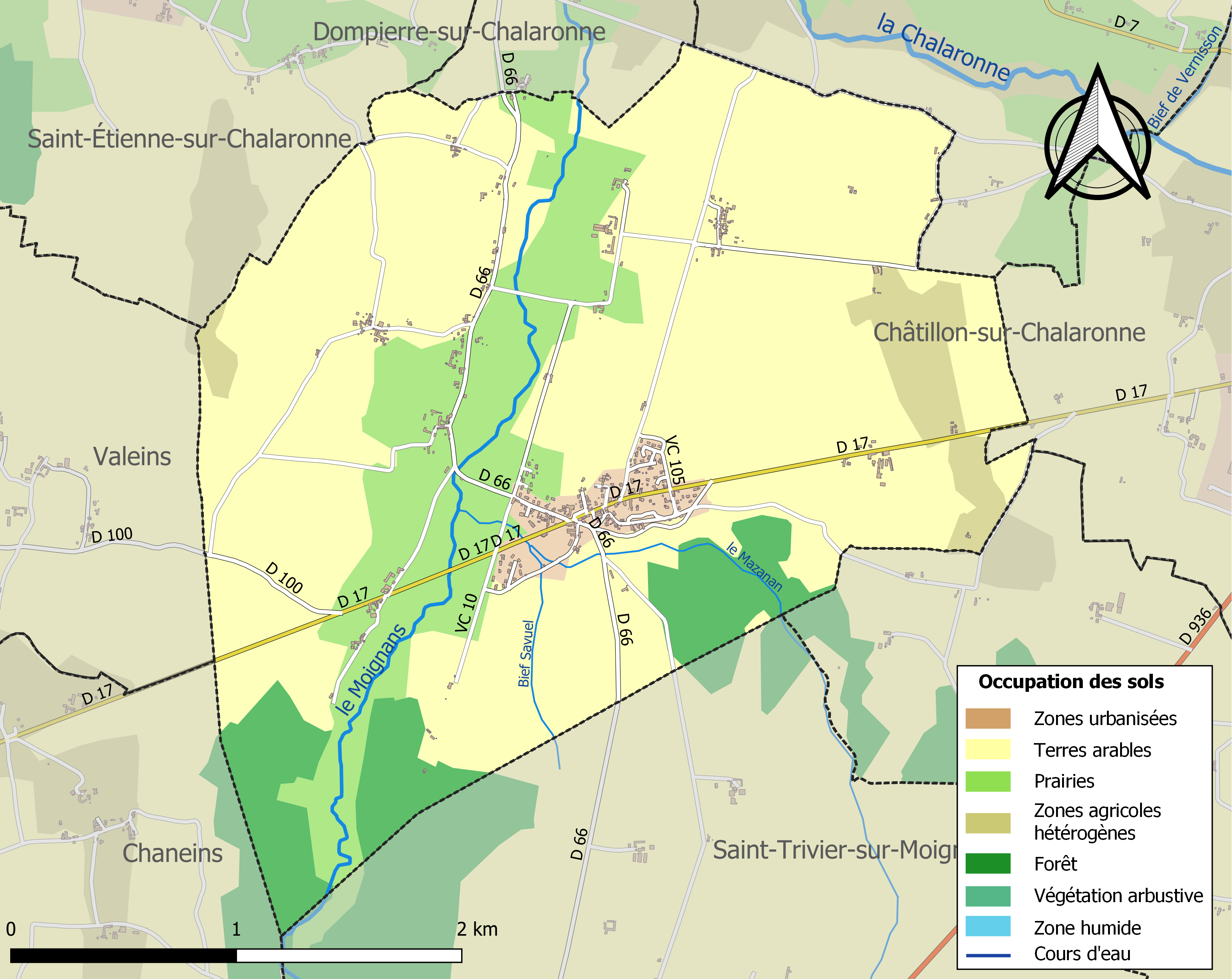
Carte des infrastructures et de l'occupation des sols de la commune en 2018 (CLC).

## Toponymie
Banneins (1228) ; Banens (1327) ; Bagnens (1418) ; Baneins (1452); Banains (1455) ; Banins (XVIIIe siècle), Banneins ou Anthenans (XVIIIe siècle).[réf. nécessaire]

## Histoire
L'église sous le vocable de saint Martin, avait pour collateur l'abbé d'Ainay.
Les religieux d'Ainay possédaient à Athaneins un prieuré, qui leur fut confirmé le 26 février 1152, par le pape Eugène III, et en 1250, par le pape Innocent IV.
Près de l'église existait jadis une chapelle dédiée à saint Laurent.
Suivant la visite pastorale de Camille de Neuville, archevêque de Lyon, en 1654, le curé percevait toutes les grosses dîmes et la moitié des petites. Suivant celle de l'archiprêtre de Dombes, en 1710, « le curé était décimateur par moitié avec l'abbé d'Ainay. » Il avait outre cela une vigne de 7 coupées de terre, dépendant de la cure.
Baneins était une seigneurie avant de devenir vicomté, puis comté sous Louis XIII. Elle était devenue, avec Béreins et Dompierre-sur-Chalaronne, la douzième châtellenie de la souveraineté de Dombes.
De l'ancien château qui appartenait au XIIIe siècle au chevalier Raoul de Baneins qui donna son nom au village, il ne subsiste aucun vestige.
Le 19 mars 1862, le hameau des Bages appartenant alors à L'Abergement-Clémenciat fait partie de la commune,.

## Politique et administration

### Découpage territorial
La commune de Baneins est membre de la communauté de communes de la Dombes, un établissement public de coopération intercommunale (EPCI) à fiscalité propre créé le 1er janvier 2017 dont le siège est à Châtillon-sur-Chalaronne. Ce dernier est par ailleurs membre d'autres groupements intercommunaux.
Sur le plan administratif, elle est rattachée à l'arrondissement de Bourg-en-Bresse, au département de l'Ain et à la région Auvergne-Rhône-Alpes. Sur le plan électoral, elle dépend du  canton de Villars-les-Dombes pour l'élection des conseillers départementaux, depuis le redécoupage cantonal de 2014 entré en vigueur en 2015, et de la quatrième circonscription de l'Ain  pour les élections législatives, depuis le dernier découpage électoral de 2010.

### Administration municipale
| Période                                  | Période  | Identité           | Étiquette | Qualité                                                 |
| ---------------------------------------- | -------- | ------------------ | --------- | ------------------------------------------------------- |
| 1959                                     | 1977     | François Girard    |           |                                                         |
| 1977                                     | 1995     | Joanny Didienne    |           |                                                         |
| 1995                                     | 1998     | Jean Durand        |           |                                                         |
| 1998                                     | 2014     | Christine Gonnu    | PS        | Conseillère générale Vice-présidente du conseil général |
| 2014                                     | En cours | Jean-Pierre Grange | SE        | Agriculteur                                             |
| Les données manquantes sont à compléter. |          |                    |           |                                                         |

### Jumelage
- Wächtersbach (Allemagne)[17]

## Démographie
L'évolution du nombre d'habitants est connue à travers les recensements de la population effectués dans la commune depuis 1793. Pour les communes de moins de 10 000 habitants, une enquête de recensement portant sur toute la population est réalisée tous les cinq ans, les populations de référence des années intermédiaires étant quant à elles estimées par interpolation ou extrapolation. Pour la commune, le premier recensement exhaustif entrant dans le cadre du nouveau dispositif a été réalisé en 2005.
En 2022, la commune comptait 618 habitants, en évolution de +3,69 % par rapport à 2016 (Ain : +5,15 %, France hors Mayotte : +2,11 %).
| 1793 | 1800 | 1806 | 1821 | 1831 | 1836 | 1841 | 1846 | 1851 |
| ---- | ---- | ---- | ---- | ---- | ---- | ---- | ---- | ---- |
| 290  | 270  | 108  | 376  | 388  | 369  | 373  | 389  | 435  |

| 1856 | 1861 | 1866 | 1872 | 1876 | 1881 | 1886 | 1891 | 1896 |
| ---- | ---- | ---- | ---- | ---- | ---- | ---- | ---- | ---- |
| 471  | 550  | 548  | 480  | 490  | 506  | 553  | 527  | 518  |

| 1901 | 1906 | 1911 | 1921 | 1926 | 1931 | 1936 | 1946 | 1954 |
| ---- | ---- | ---- | ---- | ---- | ---- | ---- | ---- | ---- |
| 474  | 421  | 427  | 445  | 425  | 374  | 393  | 328  | 313  |

| 1962 | 1968 | 1975 | 1982 | 1990 | 1999 | 2005 | 2006 | 2010 |
| ---- | ---- | ---- | ---- | ---- | ---- | ---- | ---- | ---- |
| 267  | 284  | 254  | 307  | 377  | 529  | 598  | 595  | 572  |

| 2015 | 2020 | 2022 | - | - | - | - | - | - |
| ---- | ---- | ---- | - | - | - | - | - | - |
| 597  | 625  | 618  | - | - | - | - | - | - |

## Économie
L’activité agricole est prédominante sur la commune. L’élevage est encore important malgré une évolution vers les productions céréalières. Le village compte également quelques artisans.

## Culture et patrimoine

### Lieux et monuments
- Le Deromptey est une petite colline à l’ouest du village qui offre une vue magnifique. Par temps clair, on peut y apercevoir le mont Blanc.
- L'église Saint-Martin, de style roman, possède une abside et un portail du XIIe siècle. Le clocher, qui devait se trouver au-dessus de la travée du chœur, a été détruit à la Révolution et reconstruit au-dessus de l’entrée. Le tympan, sculpté au XIXe siècle en l’honneur du saint patron du lieu, représente saint Martin à cheval, partageant son manteau avec un mendiant à genoux qui s’appuie sur une béquille.
- Le lavoir, construit en 1912.
- Le monument aux morts surmonté d'un coq.

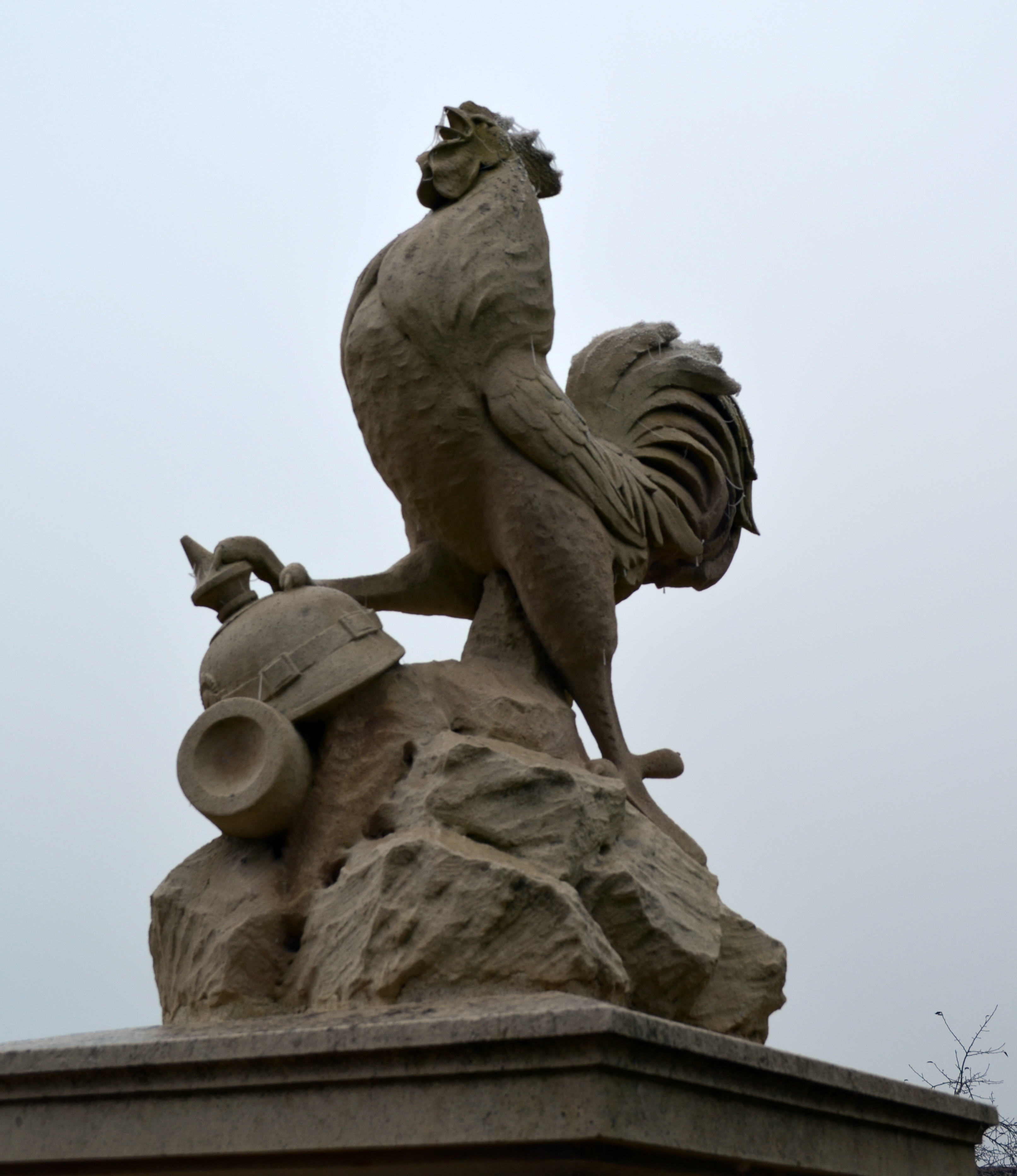
Vue du monument aux morts.
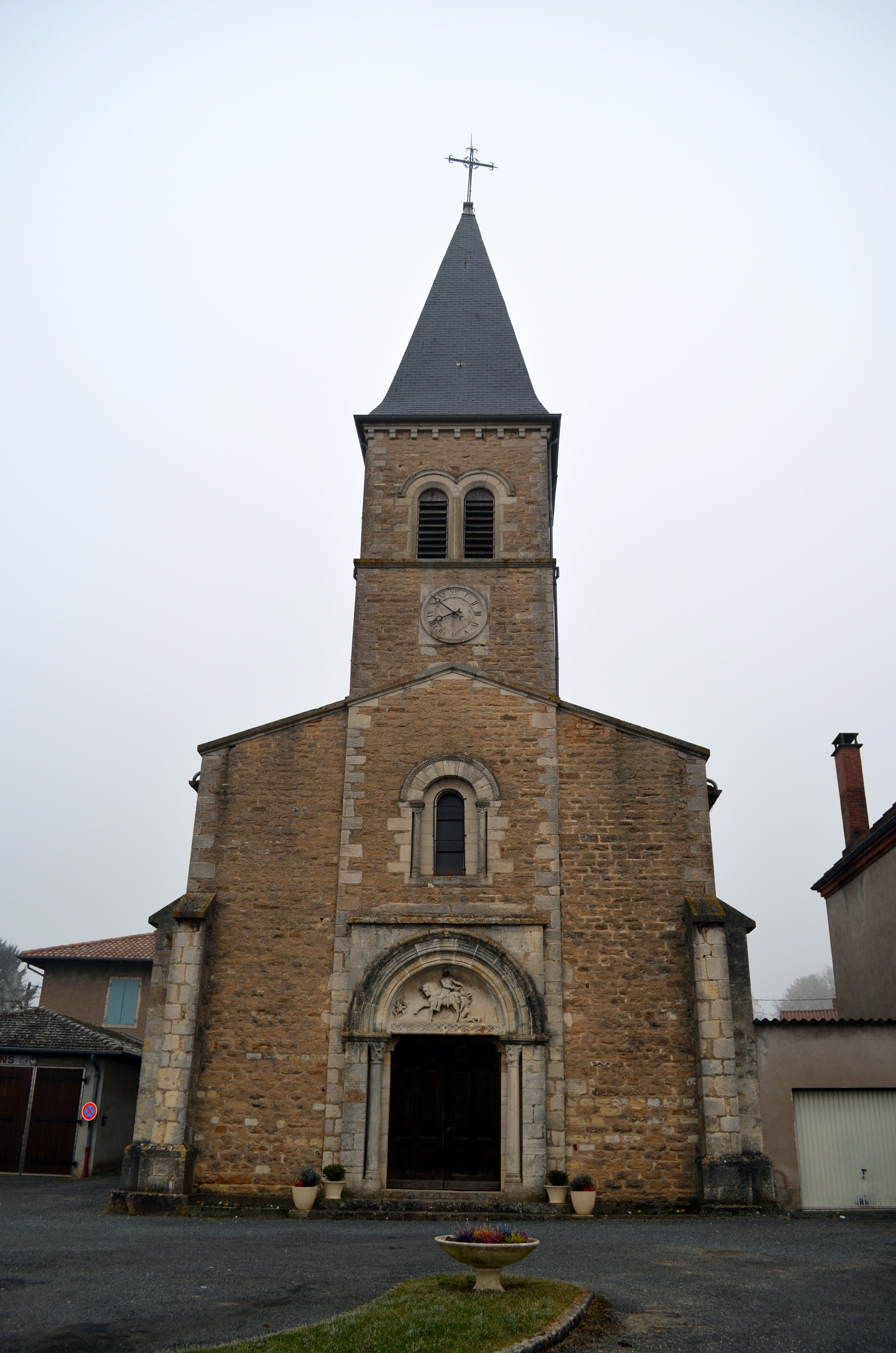
Église Saint-Martin de Baneins.
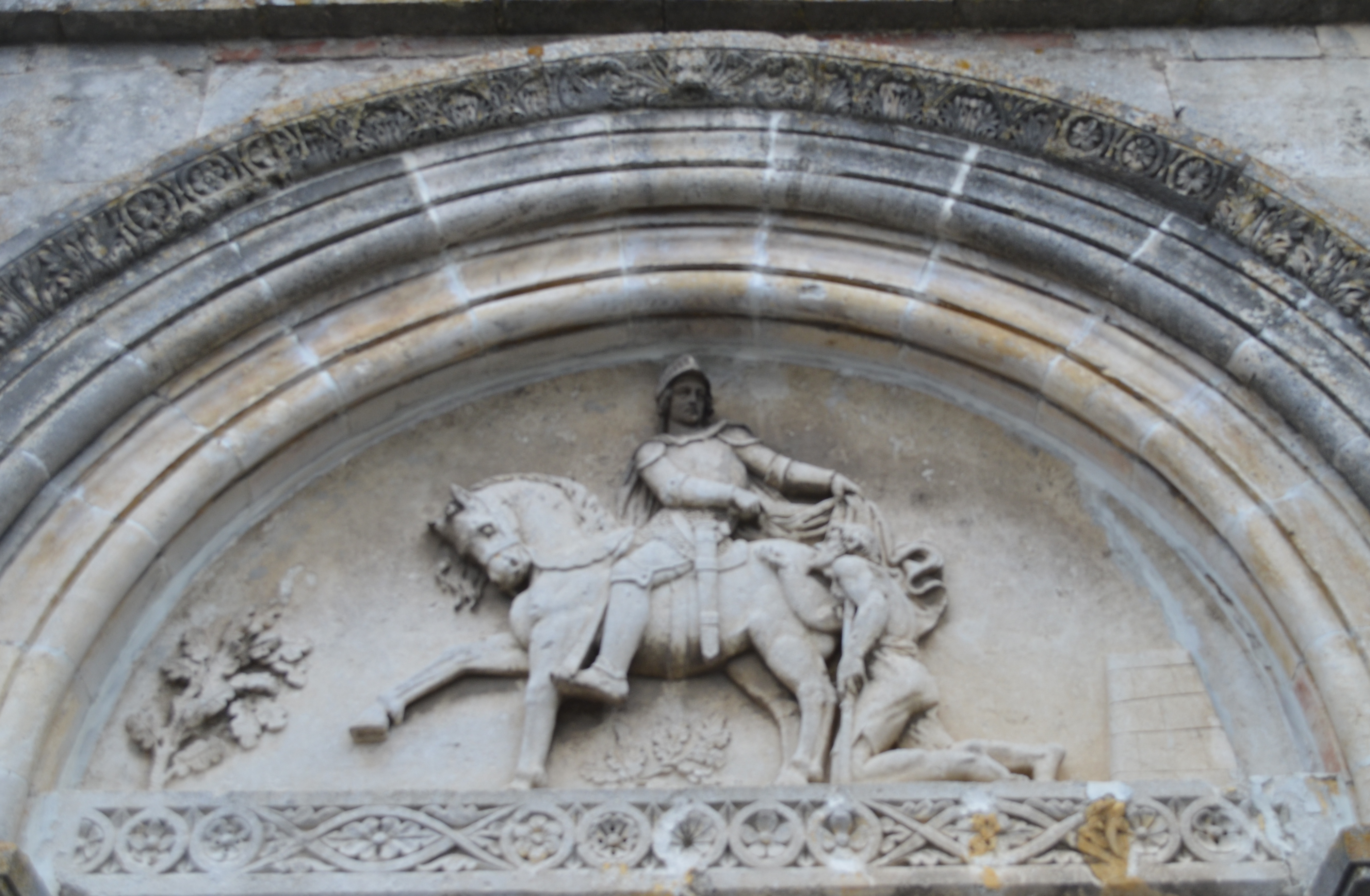
Représentation de saint Martin à cheval.

### Personnalités liées à la commune
- Donat Bollet (1851 - 1923), médecin et homme politique, député puis sénateur de l'Ain, également maire de Trévoux, est né dans la commune.